# Сергей Ковалёв — Сауль Альварес
Сергей Ковалёв — Сауль Альварес (англ. Sergey Kovalev vs. Saul Alvarez) — боксёрский двенадцатираундовый поединок в полутяжёлой весовой категории за титул чемпиона мира по версии WBO, между чемпионом мира в среднем весе по версиям WBA Super, WBС и журнала The Ring Саулем Альваресом и чемпионом мира в полутяжёлом весе по версии WBO Сергеем Ковалёвым. Поединок состоялся 2 ноября 2019 года на арене «MGM Grand Garden Arena» в Лас-Вегасе (штат Невада, США).
Бой проходил с переменным успехом, Ковалёв преимущественно выбрасывал прямые удары, а Альварес пробивал акцентированные силовые удары. В конце поединка Ковалёв выглядел уставшим, и пропустив несколько акцентированных ударов по челюсти в 11-м раунде был нокаутирован.

## Титулы и значение
До поединка с Сергеем Ковалёвым Сауль Альварес провёл 54 поединка в рамках пяти весовых категорий (первой полусредней, полусредней, перовой средней, средней и второй средней), в которых одержал 51 победу, 1 проиграл и ещё 2 завершил вничью. За время своей профессиональной карьеры Альварес завоевал ряд региональных и мировых титулов, в частности он становился чемпионом мира в трёх весовых категориях (первой средней, средней и второй средней). В марте 2011 года Альварес победил Мэттью Хаттона и завоевал титул чемпиона мира в первом среднем весе по версии WBC. Проведя шесть защит титула, 20 апреля 2013 года Альврес победил Остина Траута и объединил титулы чемпиона мира по версиям WBA и WBC. Однако в следующем поединке проиграл титулы Флойду Мейвезеру. В ноябре 2015 года Альварес победил Мигеля Котто и завоевал титулы чемпиона мира и «бриллиантового» чемпиона по версии WBC в среднем весе. В мае следующего года Альварес победил Амира Хана и защитил титул чемпиона мира по версии WBC. В сентябре того же года Сауль победил Лиама Смита и завоевал титул чемпиона мира по версии WBO в первом среднем весе. 16 сентября 2017 года Альварес завершил вничью поединок за титулы чемпиона мира в среднем весе по версиям WBA Super, WBC, IBF и IBO с Геннадием Головкиным, однако ровно через год Альварес всё же победил Головкина и выиграл титулы WBA Super, WBC и IBO (позже отказался) в среднем весе. Через три месяца после победы над Головкиным Альварес завоевал титул регулярного чемпиона по версии WBA во втором среднем весе, победив Рокки Филдинг. 5 мая 2019 года Альварес сумел добавить к имеющимся титулам в среднем весе титул IBF, которого был лишён в августе того же года.

## Ход поединка
Весь бой перед Ковалёвым стояла задача пробить блок Альвареса левым джебом, но попытки были тщетными. Альварес занимал центр ринга и вёл бой, контратаковал после ударов Сергея. До 6-го раунда открытого бокса не последовало, но уже потом по инициативе Альвареса он начался. Ковалёв начал подключать правую руку, но удары попадали в блок, а его соперник наносил амплитудные удары. В 9-м раунде темп повысился, амплитудных ударов от Канело стало ещё больше и при попытках атаковать Сергей изредка попадал навстречу, но сильных ударов не последовало. Так продолжалось до 11-го раунда, когда Альварес нанёс очередной сильный удар левой в блок Ковалёву, после чего тот пошатнулся и не заметил прямого удара в челюсть от соперника, который его нокаутировал.

## После боя
«Учитывая все те условия, в которые я был поставлен перед боем с Канело, было невозможно выиграть этот бой, подойти в нужной форме, в которой можно одержать победу над этим кабанчиком. Кто в это все верил, кто поставил деньги, алчность сыграла с вами злую шутку. Могу смело сказать, что вы профаны в этом виде спорта, раз вы считали, что я смогу победить.
Веса у меня не было. Я залез в эту весовую категорию муками и бессонными ночами. Конечно, потому что это было финансово интересное предложение.
Канело и его команда все просчитали. У меня была одна подготовка, потом бой перенесли на август, вторая подготовка. Потом третья подготовка. Я таким образом исшатал организм. Не понял, как я до 11-го раунда дожил, у меня уже после 7-го „бензин“ начал кончаться», — сказал Ковалёв в видео в сторис своего инстаграма.
«Это возмутительное,безответственное и даже малодушное заявление,недостойное такого чемпиона, как Ковалёв. Подобные, более чем сомнительные попытки оправдаться за поражение,бросают тень на наш спорт. Считаю,что эти высказывания должны повлечь за собой серьёзные последствия для Ковалева-ведь он позволил себе обвинения в мошенничестве. Впрочем, что бы там Ковалев не говорил,ему придется смириться с тем фактом, что его в честном бою нокаутировал боксёр,который уступал ему по габаритам,и ему не удасться дискредитировать Альвареса,одержавшего над ним победу. Допускаю,что Ковалёв был в плохом состоянии или нетрезв, когда выражал свою позицию», — заявил Глава Всемирного боксёрского совета Маурисио Сулейман.